# Beinerstadt
Beinerstadt ist eine Gemeinde im Landkreis Hildburghausen im fränkisch geprägten Süden des Freistaats Thüringen. Sie gehört der Verwaltungsgemeinschaft Feldstein an. Der Verwaltungssitz ist in der Stadt Themar. Beinerstadt ist selbst keine Stadt, auch wenn der Name dies suggeriert.

## Geografie

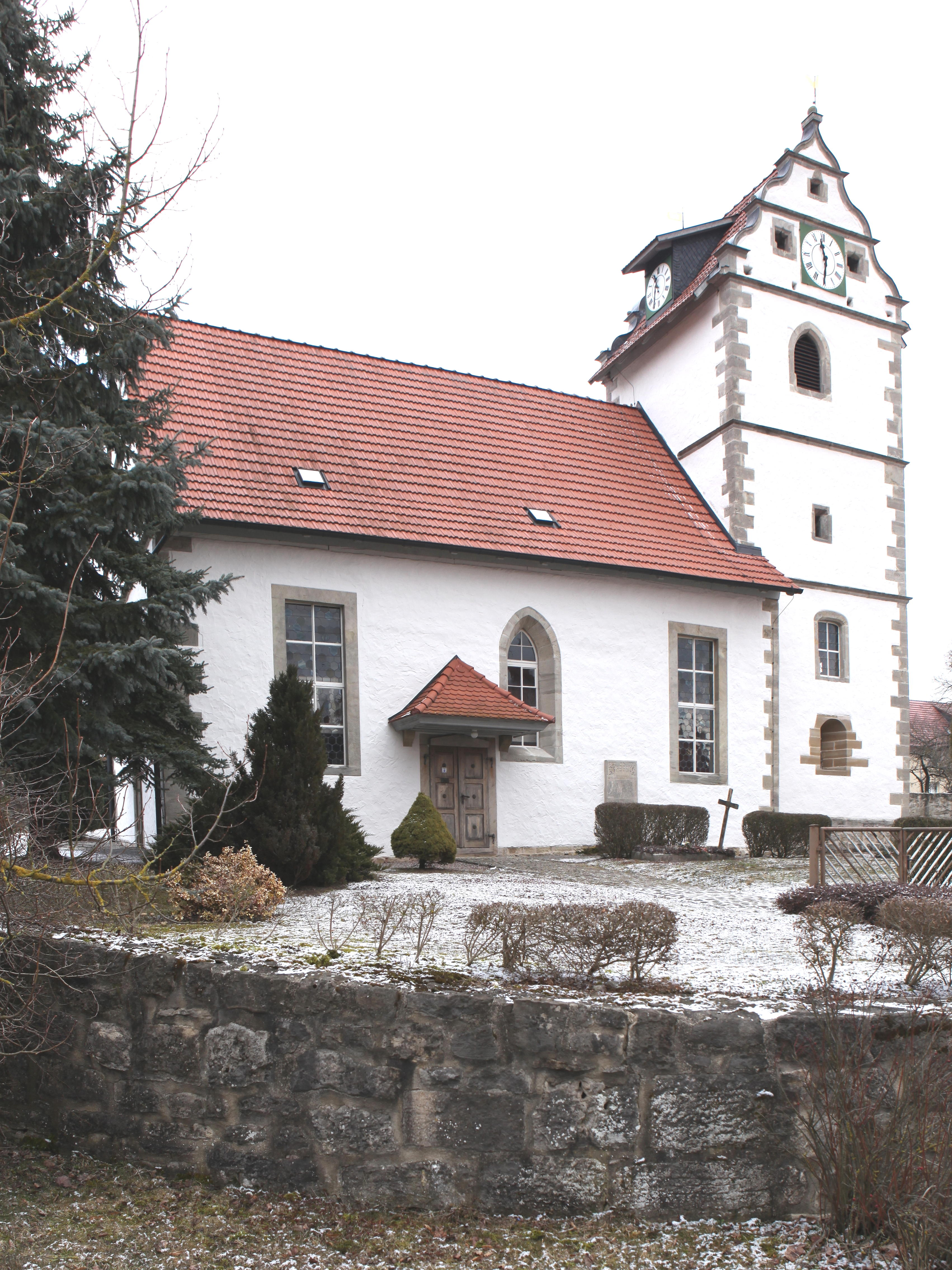
Evangelisch-Lutherische Gustav-Adolf-Kirche

Die Gemeinde erstreckt sich über das St. Bernharder Muschelkalkplateau mit steinigen und kargen Böden und  liegt auf einer Höhe zwischen 380 und 470 m über NN. Im Gemeindegebiet befinden sich 94 Hektar Wald, zum größten Teil Mischwald.

## Geschichte
Erstmals erwähnt wurde Beinerstadt 796 als „Perinheressteti“ (Ort einer Hofstette). Während der Zeit der Stammesherzogtümer lag der Ort im Herzogtum Franken. Herrschaftsmäßig gehörte der Ort im Amt Themar zunächst zur Grafschaft Henneberg, nach 1583 zu verschiedenen sächsischen Herzogtümern und von 1826 bis 1918 zu Sachsen-Meiningen. 1920 kam er zum Land Thüringen.

## Politik
Der Gemeinderat besteht aus sechs Ratsmitgliedern, die bei der Kommunalwahl am 25. Mai 2014 gewählt wurden:
| Partei/Liste         | Stimmenanteil | G/V    | Sitze | G/V |
| TSV 1900 Beinerstadt | 51,3 %        | + 17,9 | 4     | + 2 |
| Die Linke            | 28,1 %        | − 21,8 | 1     | − 2 |
| Freie Wähler         | 20,6 %        | + 4,0  | 1     | 0   |

G/V: Gewinn oder Verlust im Vergleich zur Wahl 2009
Die Wahlbeteiligung lag bei 61,1  % (− 2,0).

## Kultur und Sehenswürdigkeiten
- Die evangelische Dorfkirche wurde als Chorturmkirche bereits im Mittelalter errichtet und 1750 umgebaut. 1998 begann mit Unterstützung der Deutschen Stiftung Denkmalschutz eine Sanierung des Bauwerkes.[2]
- Der Keltenerlebnisweg führt als überregionaler Wanderweg durch die Gemeinde.